# Passiflora longiracemosa
Passiflora longiracemosa là một loài thực vật có hoa trong họ Lạc tiên. Loài này được Ducke mô tả khoa học đầu tiên năm 1922.